# Vasútmodellezés (könyv)
A Vasútmodellezés című könyv a Hobby könyvsorozat részeként jelent meg  1986-ban. Célja megismertetni és ötleteket adni a vasútkedvelő olvasóknak, hogy saját terepasztalt készíthessenek. Ehhez az alapoktól kezdve nyújt segítséget: a téma kiválasztástól, a helyproblémáktól, az elektromosságtól egészen a terepépítésig.

## Tartalom

### Az első lépések – és néhány alapfogalom
- Bővítsük a készletet! De hogyan?
- Szabványok a nagyvasúton és – a kisvasúton is
- A két- és háromsínes rendszer

### A továbbfejlesztés
- Többmozdonyos pályán szakaszolni kell
- Akadozik a vonat
- A megoldás: terepasztal!

### Kezdjük hát el!
- Mekkora legyen?
- Milyen szerszámokra, anyagokra lesz szükségünk?
- A motívum
- Régies vagy modern vasútüzem?
- Fővonal – mellékvonal
- Város környéki vagy vidékies vasút?
- Gőz-, dízel-, vagy villamosmozdony-üzem?
- Sík pálya vagy hegyvidéki üzem?

### Terepasztalok
- Rácsos építési módszer
- Terepépítés többrétegű papírborítással
- Terepépítés habanyagból faragással